# Hayingen
Hayingen (pronunciación en alemán: /ˈhaɪ̯ɪŋən/ⓘ) es un municipio situado en el distrito de Reutlingen, en el estado federado de Baden-Wurtemberg (Alemania). Tiene una población estimada, a mediados de 2022, de 2187 habitantes.
Se encuentra ubicado en el centro del estado, en la región de Tubinga, en la zona montañosa del Jura de Suabia, entre los ríos Neckar —al norte— y Danubio —al sur—.